# Todus
Todus là một chi chim trong họ Todidae.

## Các loài
- Todus subulatus
- Todus multicolor
- Todus todus
- Todus angustirostris
- Todus mexicanus